# Желтоголовая трясогузка
Желтоголовая трясогузка (лат. Motacilla citreola) — вид птиц из семейства трясогузковых.
Это стройная птица длиной от 15 до 17 см с длинным хвостом, размах крыльев составляет от 24 до 28 см. В целом похожа на жёлтую трясогузку. Птица гнездится летом в Сибири на влажных лугах и в тундре, а зимой они мигрируют в Южную Азию. Кладка состоит из 4—5 пятнистых яиц. Это насекомоядные птицы, живущие вблизи водоёмов.

## Подвиды
Выделяют два подвида:
- Motacilla citreola citreola
- Motacilla citreola calcarata

- Желтоголовая трясогузка в полёте
- яйцо Motacilla citreola citreola - Тулузский музей